# Ketino Kachiani-Gersinska
Ketino Kachiani —amb nom de casada Ketino Kachiani-Gersinska— (Geòrgia, 11 de setembre de 1971) és una jugadora d'escacs alemanya. Va obtenir els títols de Gran Mestre Femení el 1990, i de Mestre Internacional el 1997. D'origen georgià, es va mudar a Alemanya i s'hi va casar amb un alemany, país del qual va obtenir la nacionalitat.
A la llista d'Elo de la FIDE del gener de 2022, hi tenia un Elo de 2295 punts, cosa que la feia la jugadora número 463 (en actiu) d'Alemanya. El seu màxim Elo va ser de 2465 punts, a la llista d'abril de 2002 (posició 928 al rànquing mundial).

## Resultats destacats en competició
El 1987 Kachiani fou campiona de Geòrgia femenina.
Kachiani fou campiona del món júnior femenina el 1989, a Tunja, i repetí el triomf l'any següent, a Santiago de Xile.
El 2002 empatà als llocs 3r–4t amb Dragan Šolak al Casino Open a Interlaken.